# Phil Chard
Phil Chard (sinh ngày 16 tháng 10 năm 1960) là một cựu cầu thủ bóng đá người Anh và là cựu huấn luyện viên của Northampton Town.

## Sự nghiệp
Chard chỉ thi đấu dưới 400 trận trong sự nghiệp gồm hơn 250 trận cho Northampton Town sau 2 mùa ở East Midlands. Sau đó ông đến dẫn dắt "The Cobblers".